# Soest
Soest (německy  zoːst), je historické okresní město v Porúří, ležící mezi Dortmundem a Paderbornem, asi 50 km východně od Dortmundu. Ve středověku patřilo k nejvýznamnějším hanzovním městům.

## Administrativní členění
Město od roku 1969 tvoří historické centrum a 18 čtvrtí či připojených obcí. Jsou to: Ampen, Bergede, Deiringsen, Enkesen, Epsingsen, Hattrop, Hattropholsen, Hiddingsen, Katrop, Lendringsen,
Meckingsen, Meiningsen/ Kirchdorf, Müllingsen, Ostönnen, Kirchdorf, Paradiese, Ruploh, Röllingsen, Thöningsen.

## Historie

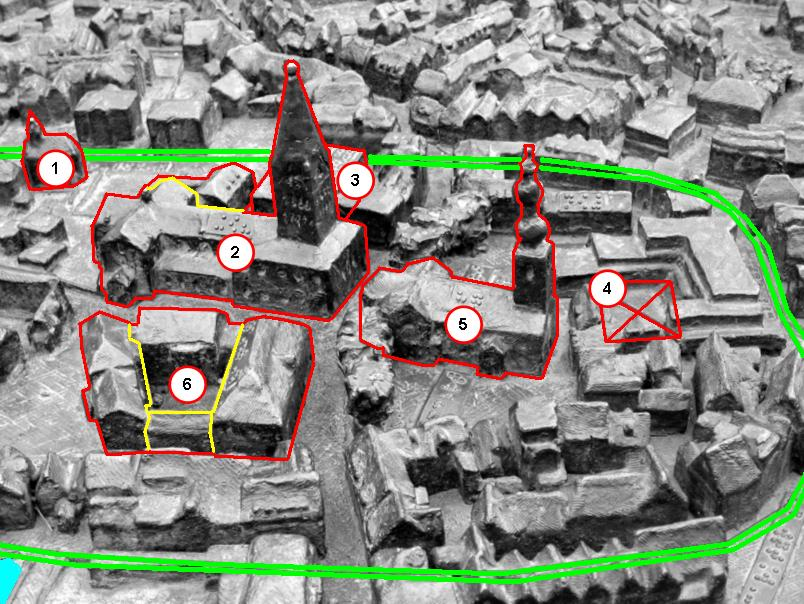
Soest: otonské jádro označeno zeleně: 1) kaple sv. Mikuláše; 2) Dóm sv. Patrokla; 3) Morgnerův dům; 4) místo staré falce; 5) Kostel sv. Petra; 6) radnice

Archeologické nálezy dokládají souvislé osídlení od mladší doby kamenné. Jižně od dómu bylo v roce 1990 archeology zdokumentováno opevněné hradiště michelsberské kultury z doby eneolitu. Obyvatele již v době kolem roku 600 př. n. l. přitahovaly zejména slané prameny, z nichž se až do novověku dobývala sůl. Další sídliště jsou datována do počátku letopočtu a do doby merovejské. 
Soest se poprvé písemně připomíná k roku 836 jako Villa Sosat, poté „Sod-saten“ (to znamená na prameni ležící) a v latinské verzi Susatium.  Město má nejstarší doložené městské právo v Německu (jus Susatense) z let 1145–1165, podle lombardského vzoru, zprostředkovaného Kolínem nad Rýnem. Ze Soestu je převzala další německá města, například Dortmund, Lübeck, Münster, Rostock nebo Osnabrück. 
V letech 1445–1449 měšťané sice vybojovali nezávislost na své vrchnosti, město však začalo ztrácet na významu a chudnout. V roce 1531 zdejší rodák, teolog Johannes Gropper zavedl reformaci. Město však dále chudlo a mnoho historicky cenných budov bylo zbořeno. V 18. století ztratil Soest svá privilegia a za sekularizace v letech 1808–1812 byly zrušeny zdejší kláštery. 
V letech 1849-1850 bylo město připojeno k železniční trati Hamm–Soest–Paderborn a vzniklo velké seřaďovací nádraží. V letech 1905–1917 se Soest stal centrem avantgardních výtvarníků takzvaného vestfálského expresionismu, založeného po vzoru kolonie Worpswede. Jeho zakladateli byli zdejší rodáci Otto Modersohn, jeho manželka Paula Modersohn-Beckerová a Wilhelm Morgner.
Především kvůli nádraží a strojírenské továrně byl Soest za druhé světové války 30x bombardován, historické jádro bylo poměrně ušetřeno, kromě chrámových věží (věže dómu a kostela P. Marie Na louce byly rekonstruovány v 50. letech). V roce 1992 bylo historické jádro města se 300 domy prohlášeno městskou památkovou rezervací.

## Pamětihodnosti
Historické město si z velké části zachovalo středověký urbanistický koncept, starý ráz s hrázděnými domy, úzkými uličkami a značnou částí městské hradby se dvěma věžemi s branami (Osthofentor, St.Jakobitor), po níž od 70. let vede promenáda. 
Hlavní historické památky:
- St.-Patrokli-Dom (dóm svatého Patrokla) je biskupský chrám, založený roku 962 a vysvěcený roku 1162. Trojlodní románská bazilika byla přistavěná ke staršímu patrovému westwerku (západní předsíň), s mohutnou 80 m vysokou věží v průčelí. Patří mezi nejvýznamnější románské stavby v Německu. Románské vitráže se dochovaly na 11 ze 14 oken. Na věži je 11 zvonů z původních 34, z toho čtyři ze 12.-13. století, po Bamberku největší soubor v Německu. Slavné jsou také Vestfálské jesličky.
- St. Nikolaikapelle (Kaple sv. Mikuláše) za dómem, kolem roku 1200 s cennými freskami a obrazy.
- St. Petri-Kirche – evangelický kostel sv. Petra, na náměstí vedle dómu, založený jako karolínský kolem roku 750, současná románská basilika byla vysvěcena roku 1150 a ve 14. století dostavěn gotický chór s cennými freskami a vnitřním zařízením.[1]
- St. Thomas-Kirche – románský kostel sv. Tomáše, přestavěný na raně gotickou halu, s křivou špicí věže. Pocházejí odtud jedny z nejstarších zachovaných funkčních varhan vůbec, z let kolem 1425, nyní ve čtvrti Ostönnen.
- Wiesenkirche - kostel Panny Marie Na louce, evangelický, původně poutní, halová gotická stavba ze 14.-15. století v průčelí se dvěma věžemi z 19. století. Okna s vitrážemi ze 16. století a další cenné zařízení.
- Hohnekirche - Kostel Panny Marie Na výšince - románská trojlodní hala z konce 12. století s pozdější věží. V apsidě zachované fresky ze 13. století.
- Radnice v jádře gotická stavba s podloubím, fasáda barokní

## Politika

### Starostové města před rokem 1948
- 1440–1441: Johann de Rode
- 1444–1446: Johann de Rode
- 1448–1450: Johann de Rode
- 1457–1486: Wilhelm Schaphusen starší (šestkrát starostou)
- 1553–1554: Andreas vom Dael
- 1556–1557: Andreas vom Dael
- 1605–1617: Goswin Merckelbach (čtyřikrát starostou)
- 1686–1687: Dietrich Jacobi
- 1713–1718: Otto Gerhard Glotz
- 1732–1735: Johannes Arnold Schwackenberg
- 1744–1746: Johann Friedrich (von) Offerhaus
- 1750–1752: Johann Friedrich (von) Offerhaus, poslední úřadoval podle starého městského nařízení
- 1837–1857: Heinrich Schulenburg
- 1858–1890: Otto Coester
- 1924–1933: Friedrich Kleim

## Galerie

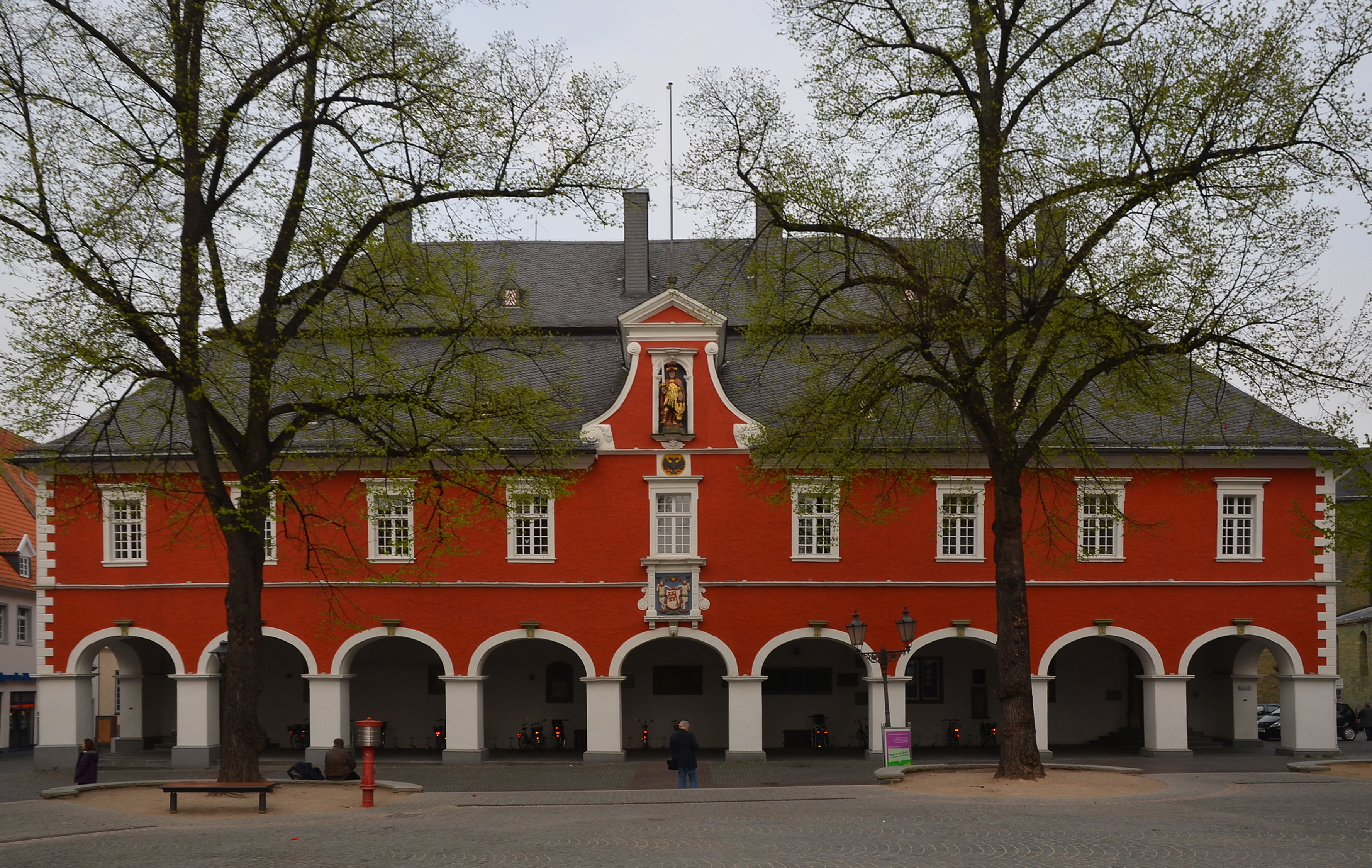
Radnice
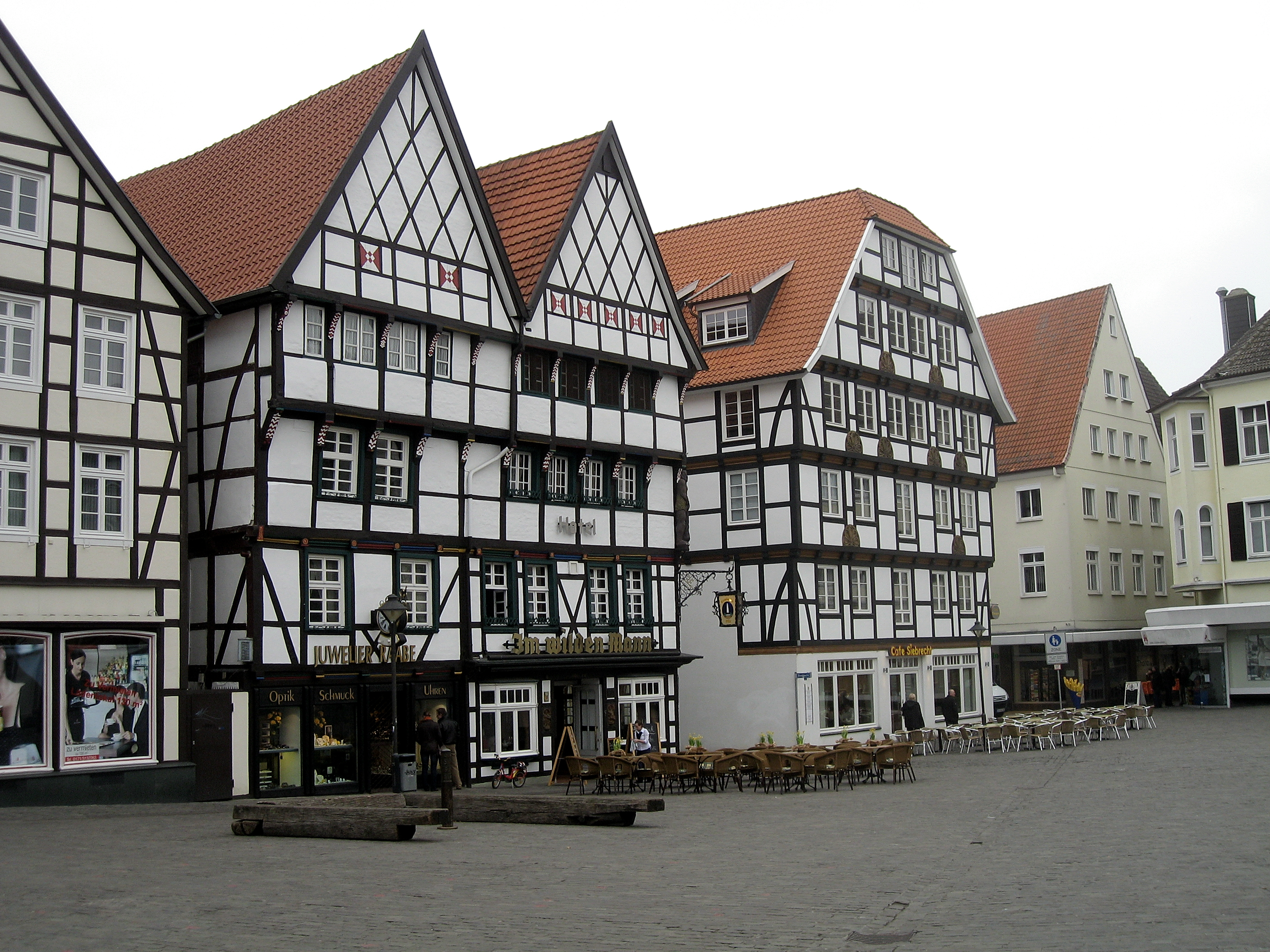
Hrázděné domy na náměstí
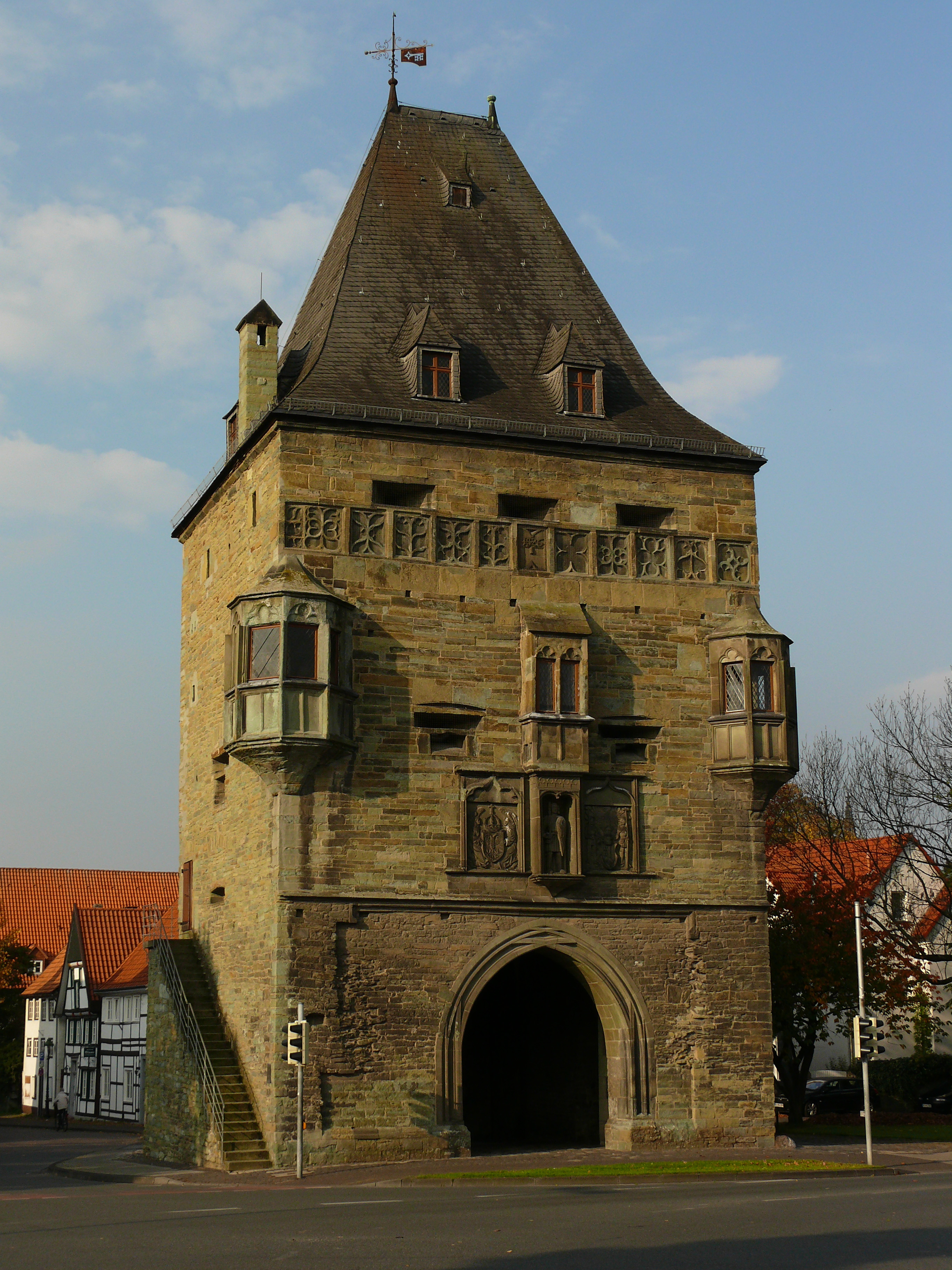
Osthofentor
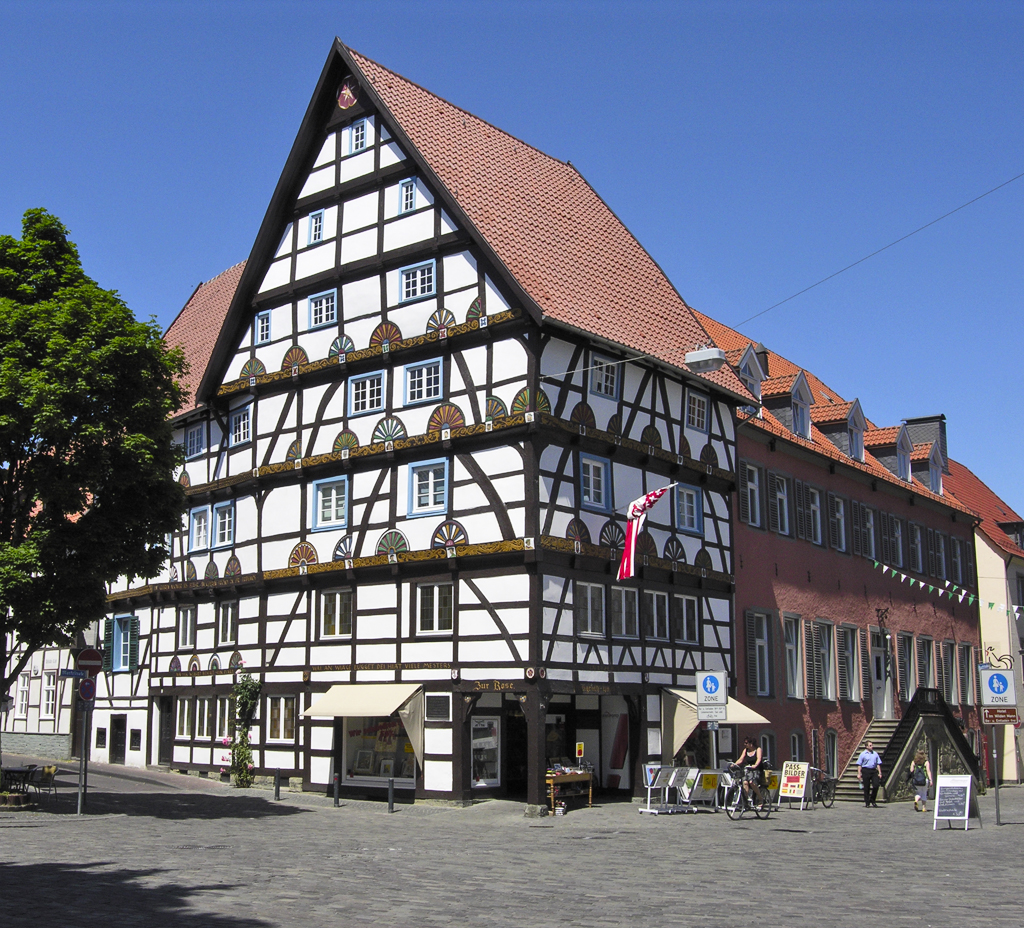
Dům U růže
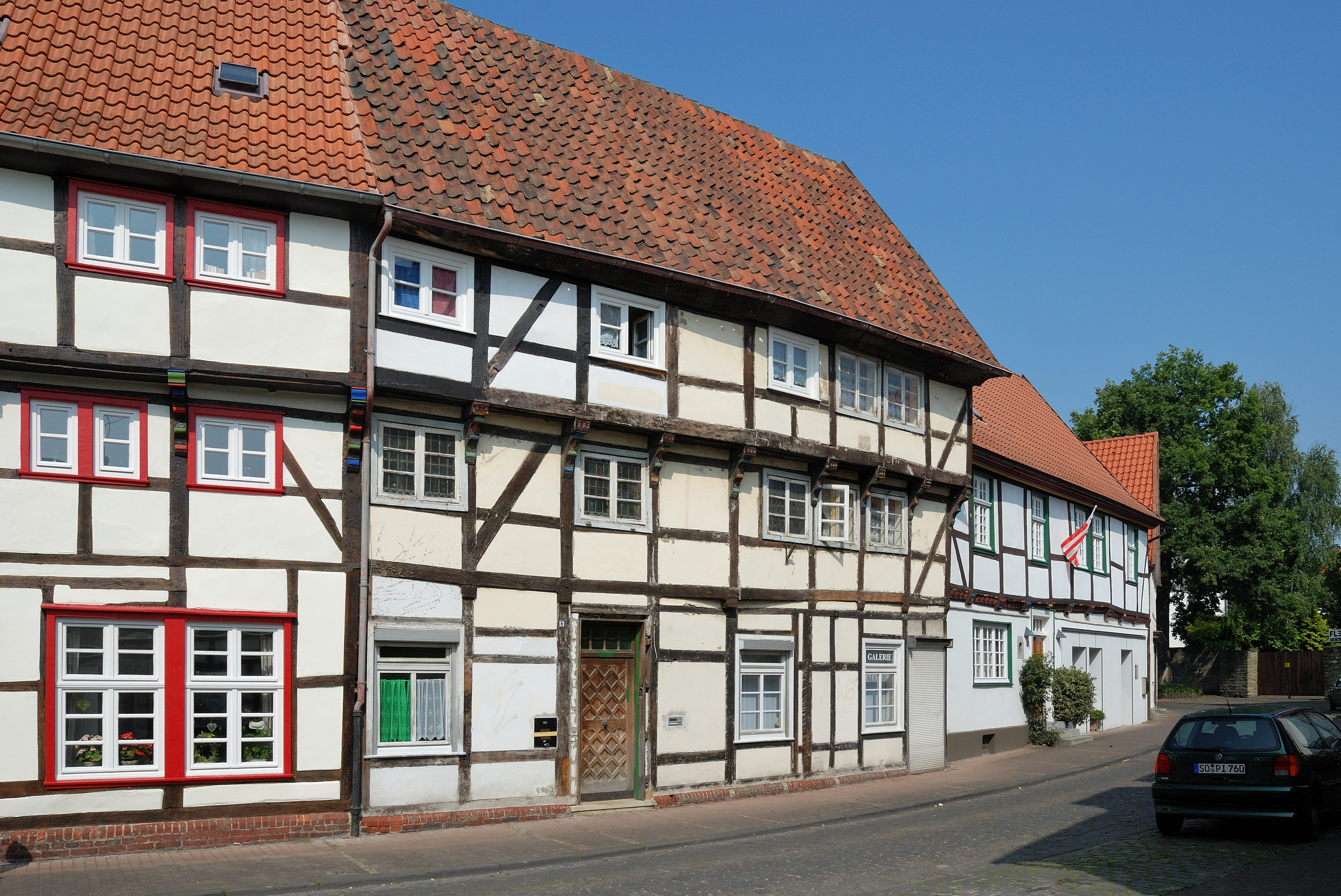
Hrázděné domy v Osthofenstrasse

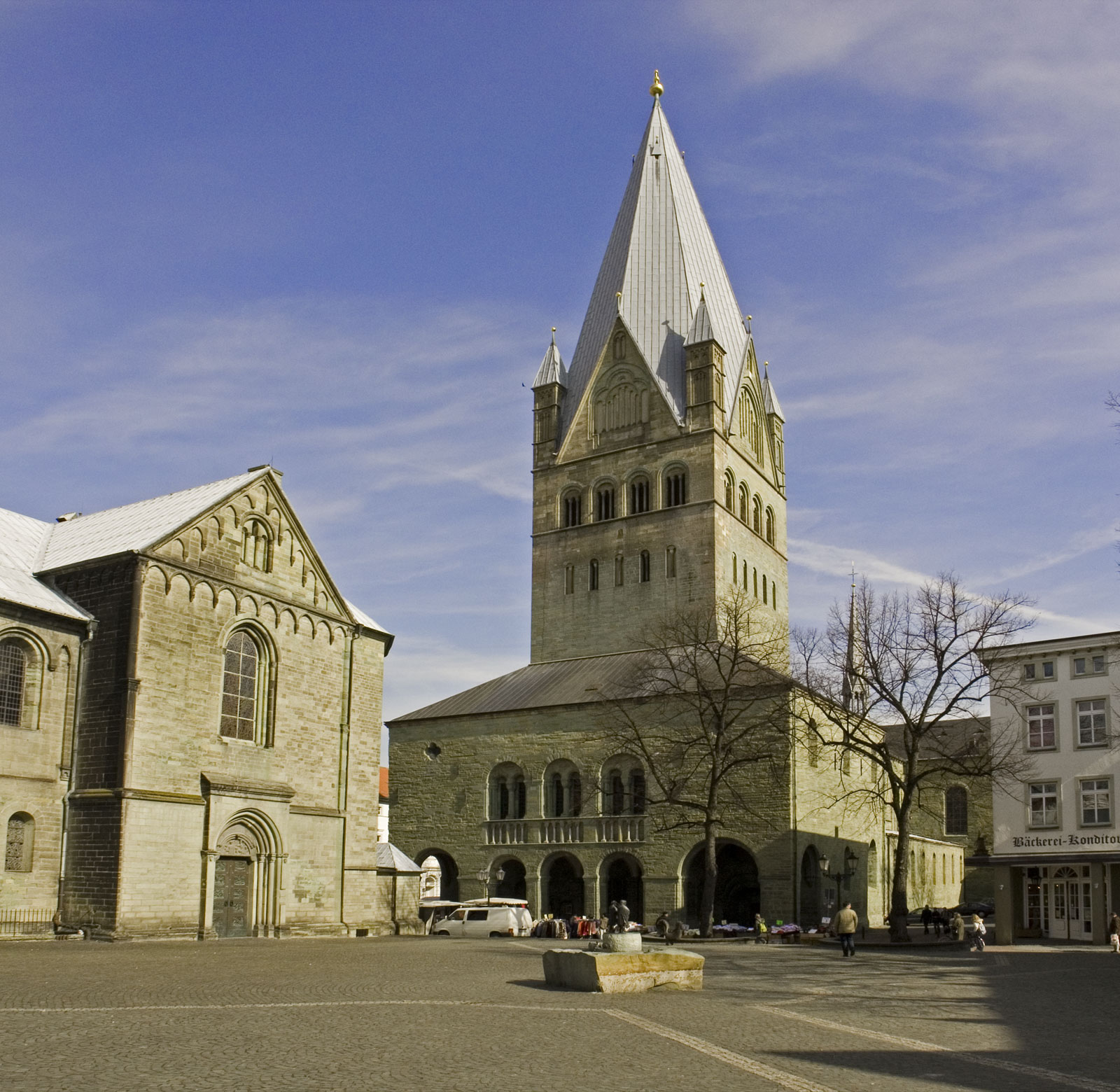
Dóm sv. Patrokla, západní část
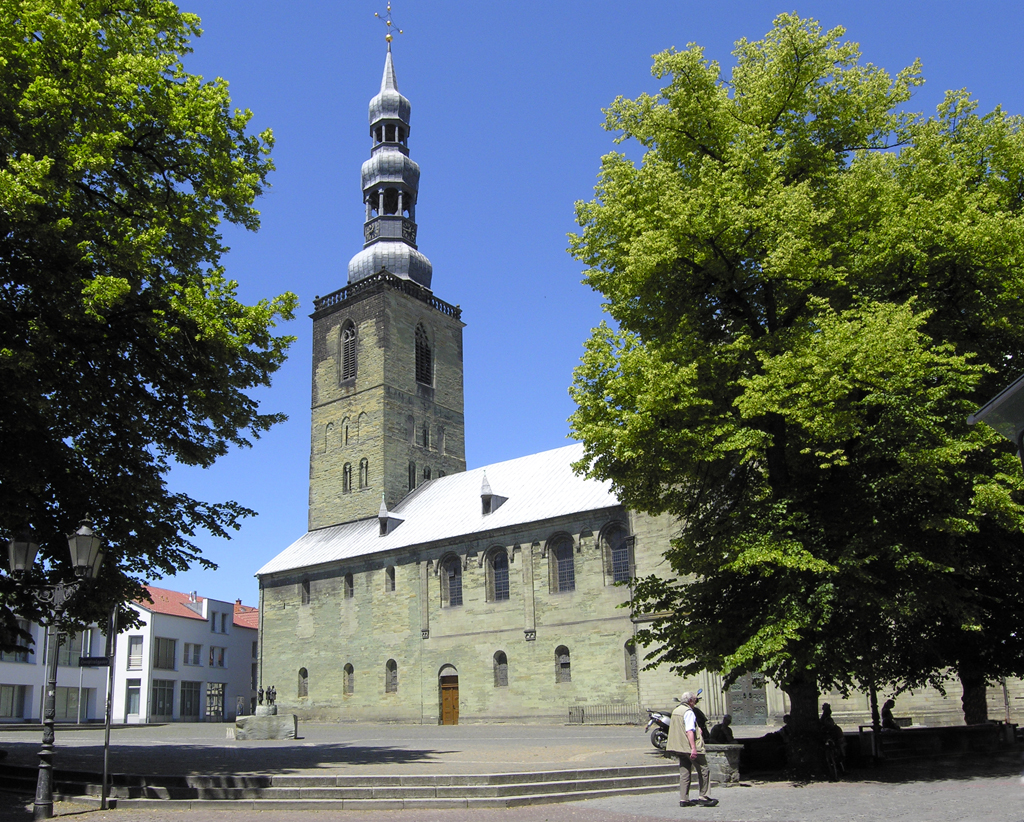
Kostel sv. Petra
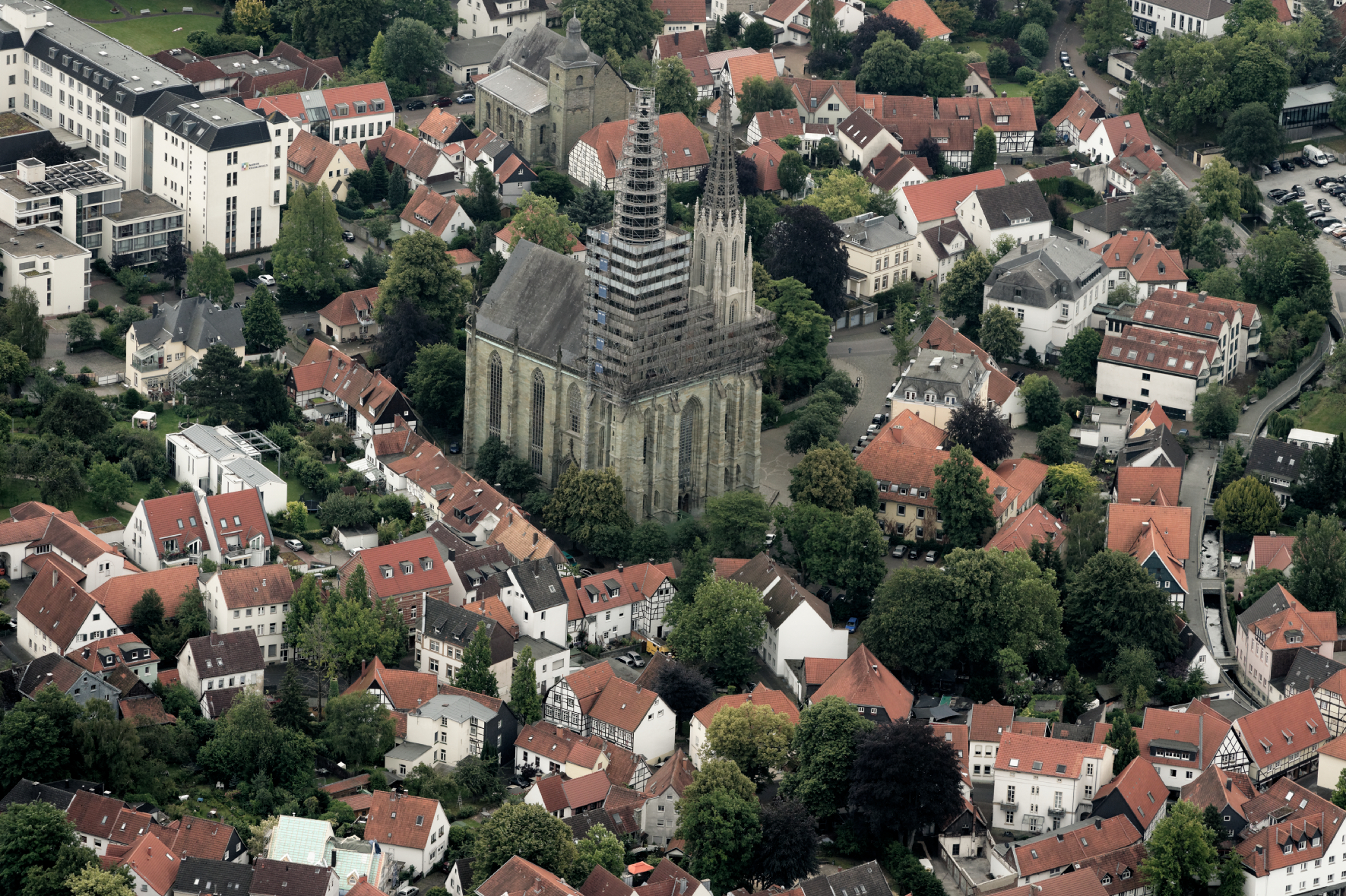
Kostel P. Marie Na louce (Wiesenkirche)
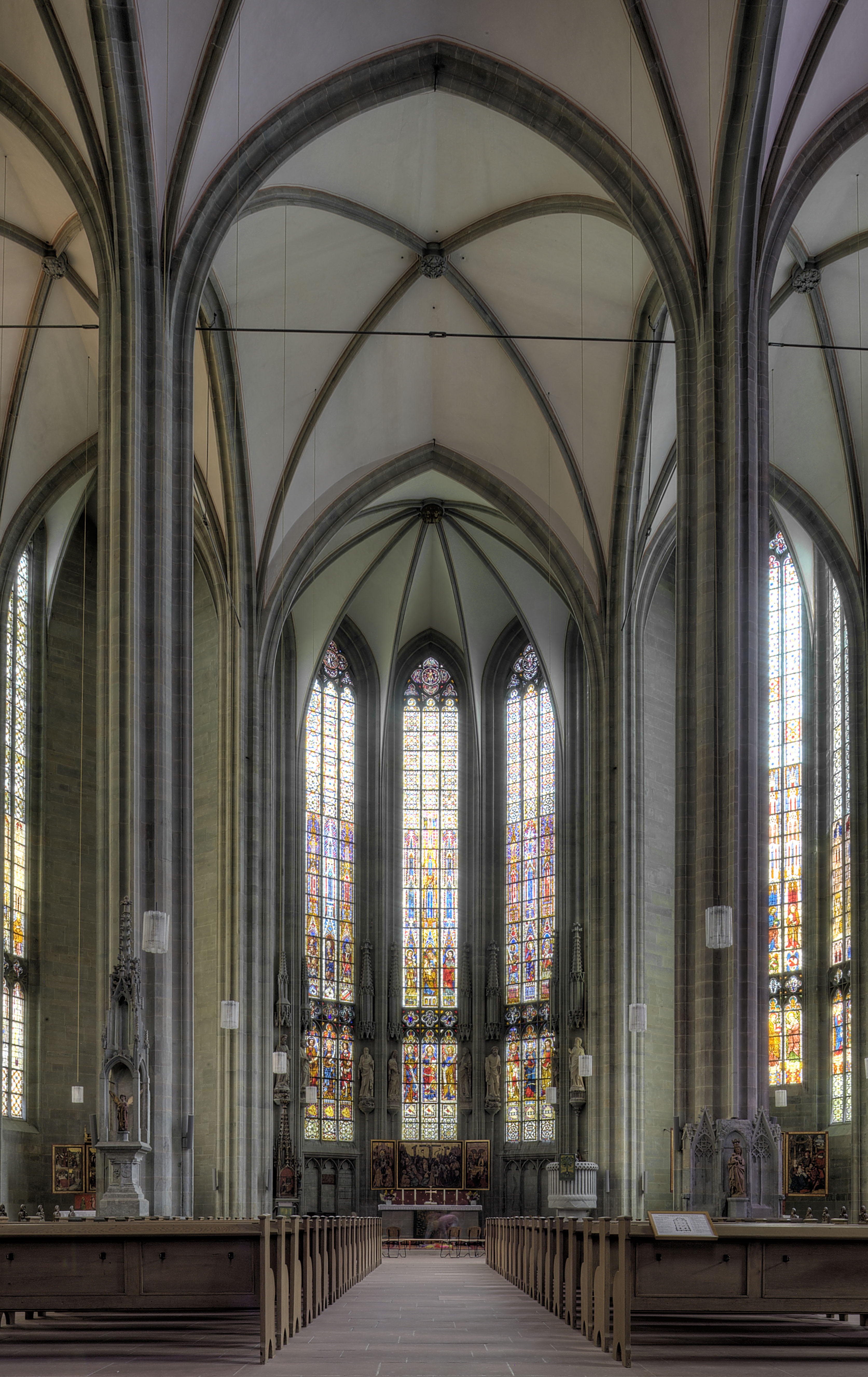
Kostel P. Marie na louce, vnitřek
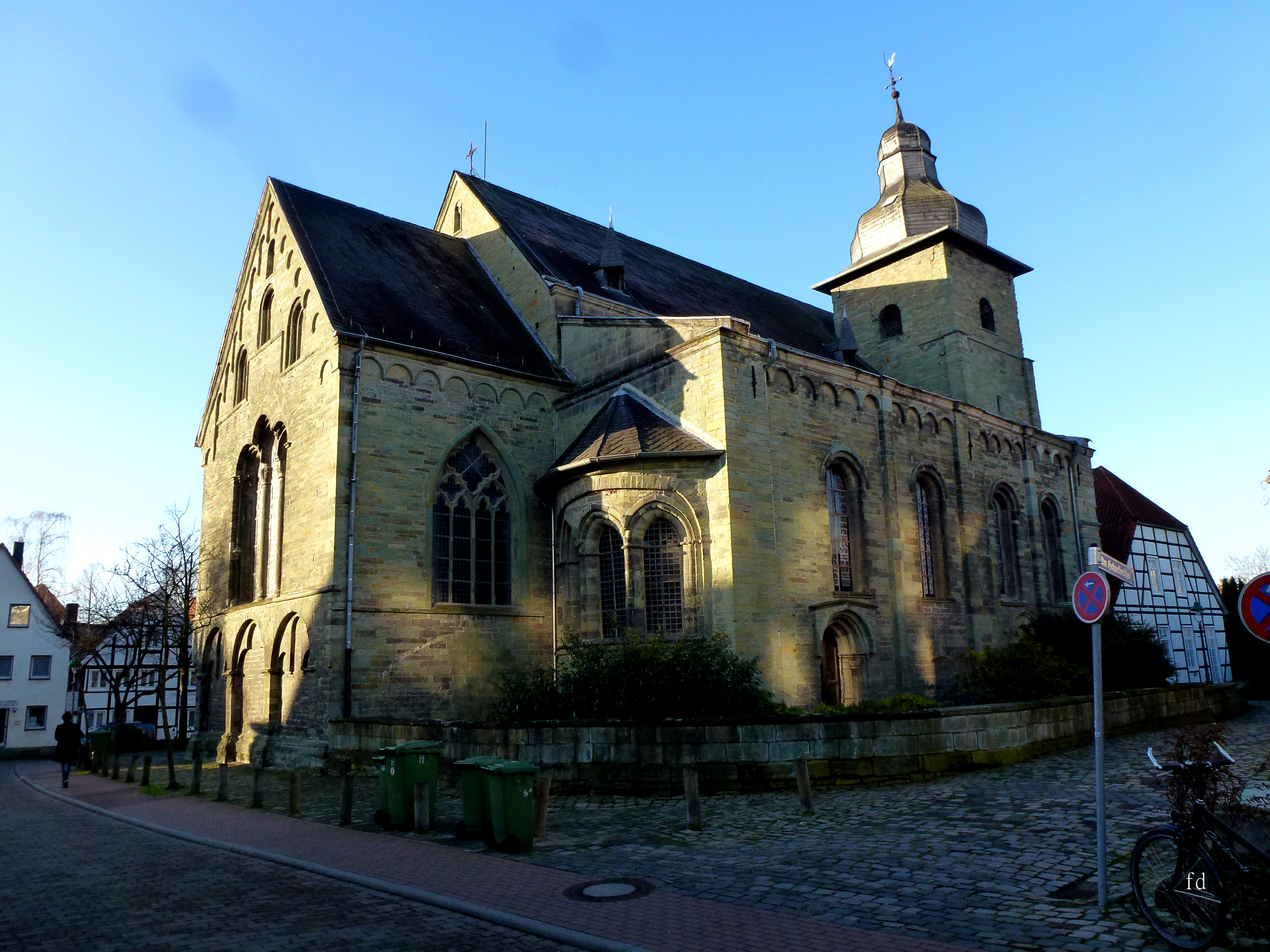
Kostel P. Marie na výšince (Hohnekirche)